# South Park View, Kentucky
South Park View är en ort i Jefferson County i delstaten Kentucky, USA.